# Aegidium parvulum
Aegidium parvulum är en skalbaggsart som beskrevs av John Obadiah Westwood 1845. Aegidium parvulum ingår i släktet Aegidium och familjen Hybosoridae. Inga underarter finns listade i Catalogue of Life.